# Towarzystwo Wisła dla Wioślarzy
Towarzystwo Wisła dla Wioślarzy – klub wioślarski w Warszawie. Założony w roku 2015, od 2021 posiada status organizacji pożytku publicznego. Działalność prowadzi w formie fundacji.

## Przedmiot działalności
Klub został utworzony w 2015 roku przez Tadeusza Robińskiego oraz Daniela Cousensa, początkowo dla dorosłych amatorów, którzy pragną nauczyć się wiosłować lub uprawiać sport rekreacyjny. Pierwsze łodzie D. Cousens kupił w Anglii, a siedzibą klubu stała się przystań nad Wisłą przy Wale Miedzeszyńskim, wynajmowana od Miasta Warszawy. Założyciele wkrótce połączyli swe działania z byłymi zawodnikami studenckiej sekcji wioślarskiej AZS Uniwersytetu Warszawskiego, T. Wiśniewskim, J. Ojrzyńskim i M. Szumowską. Doprowadziło to do powstania sekcji akademickiej, młodzieżowej i wyczynowej. Treningi TWDW odbywają się na Wiśle. 
Od roku 2018 TWDW organizuje długodystansowe międzynarodowe regaty wioślarskich ósemek – Warsaw Head. Są to największe zawody wioślarskie w Warszawie – w piątej edycji w roku 2022 w regatach wzięło udział ponad 50 osad.  

## Wyniki sportowe
Udział w zawodach ogólnopolskich organizowanych przez Polski Związek Towarzystw Wioślarskich, TWDW podjęło w roku 2019. W poszczególnych latach w klasyfikacji punktowej zajęło: 
- w roku 2019 – 33 miejsce na 35 sklasyfikowanych klubów[5],
- w roku 2020 – 30 miejsce na 39 sklasyfikowanych klubów[6].
- w roku 2021 – 25 miejsce na 41 sklasyfikowanych klubów[7].

W roku 2022 zawodnicy TWDW zdobyli pierwszy medal mistrzostw polski seniorów – czwórka podwójna wagi lekkiej zajęła drugie miejsce.

## Galeria zdjęć

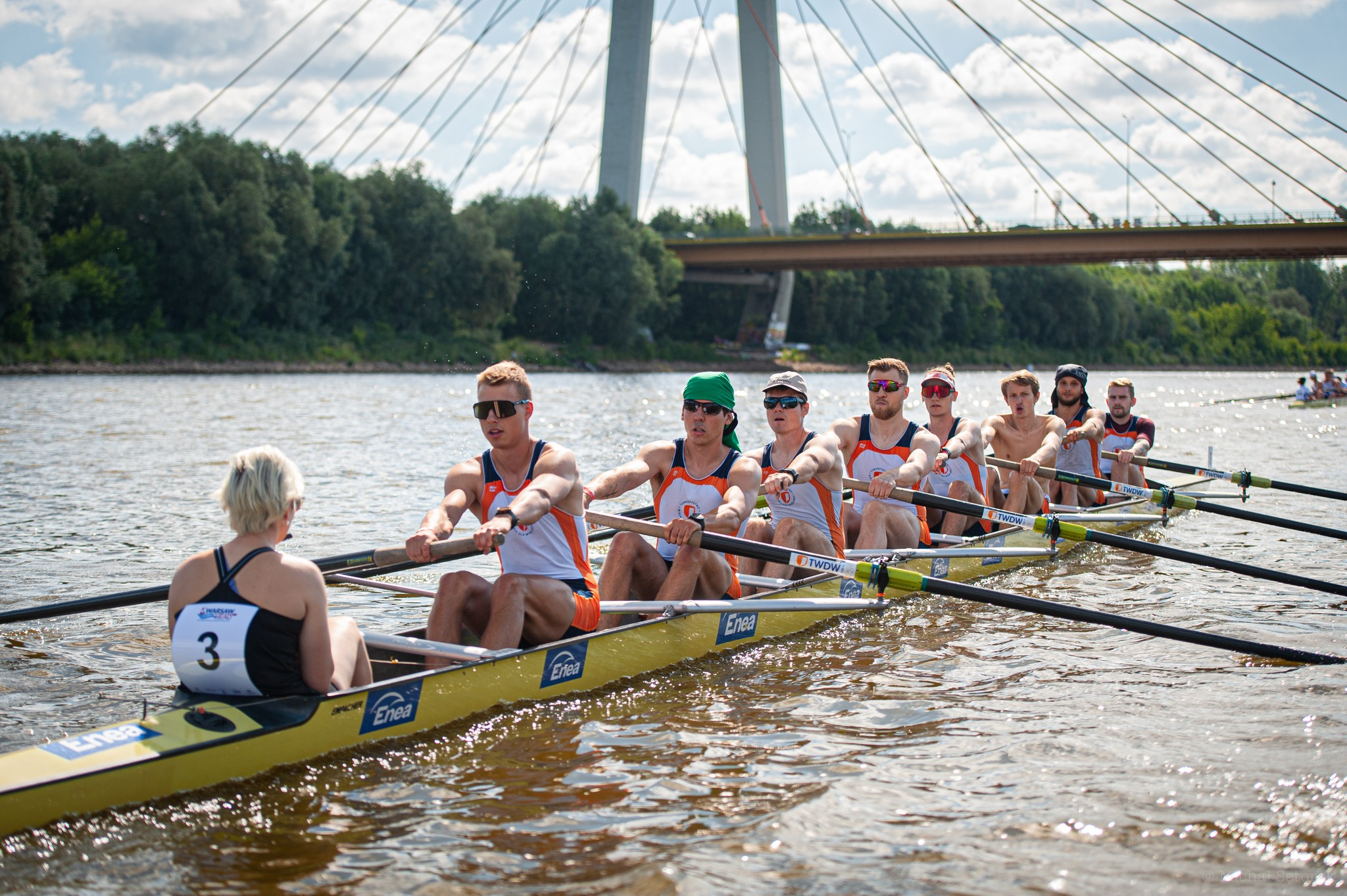
Ósemka TWDW na Warsaw Head 2022
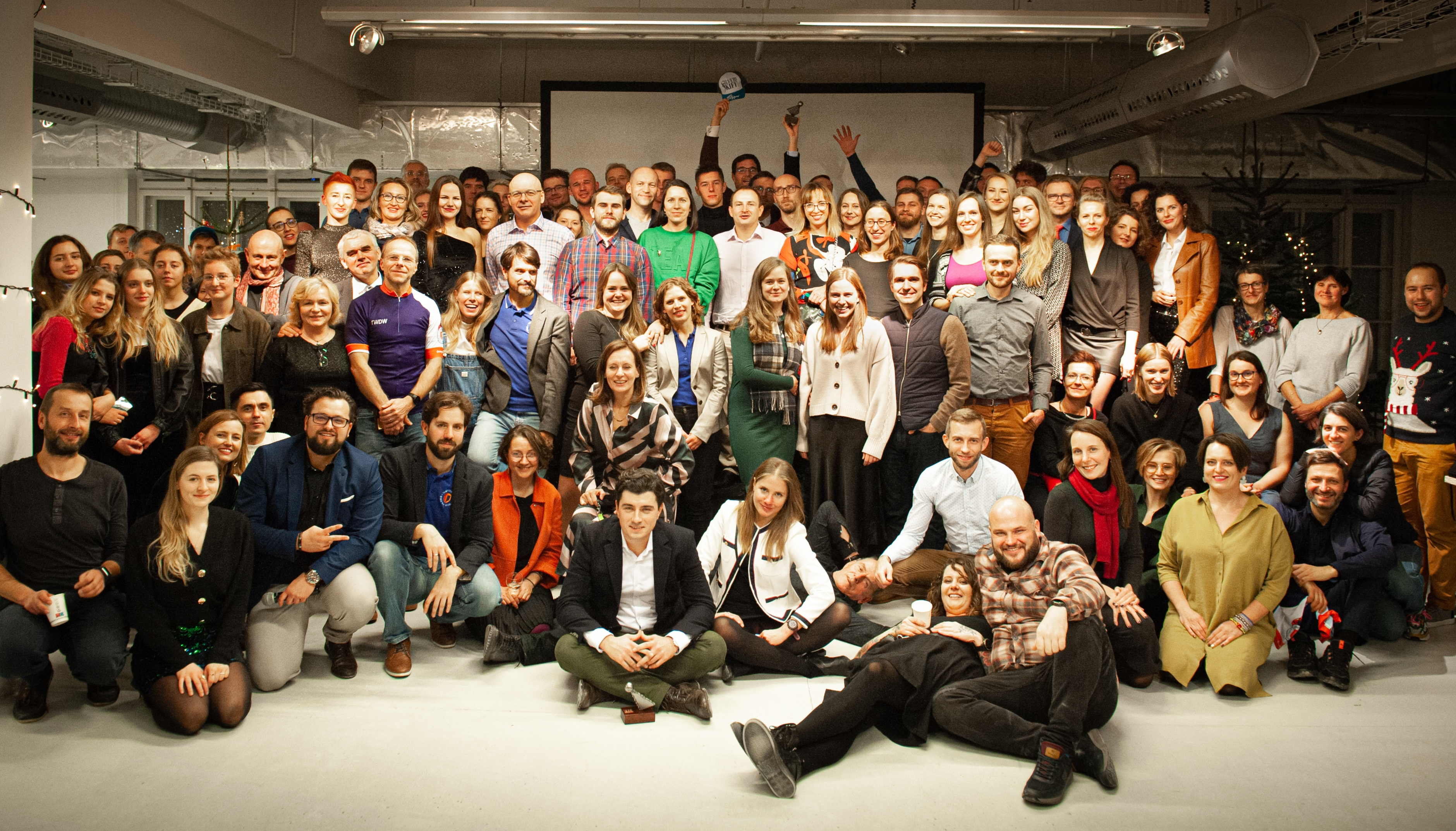
Członkowie TWDW 12.2021
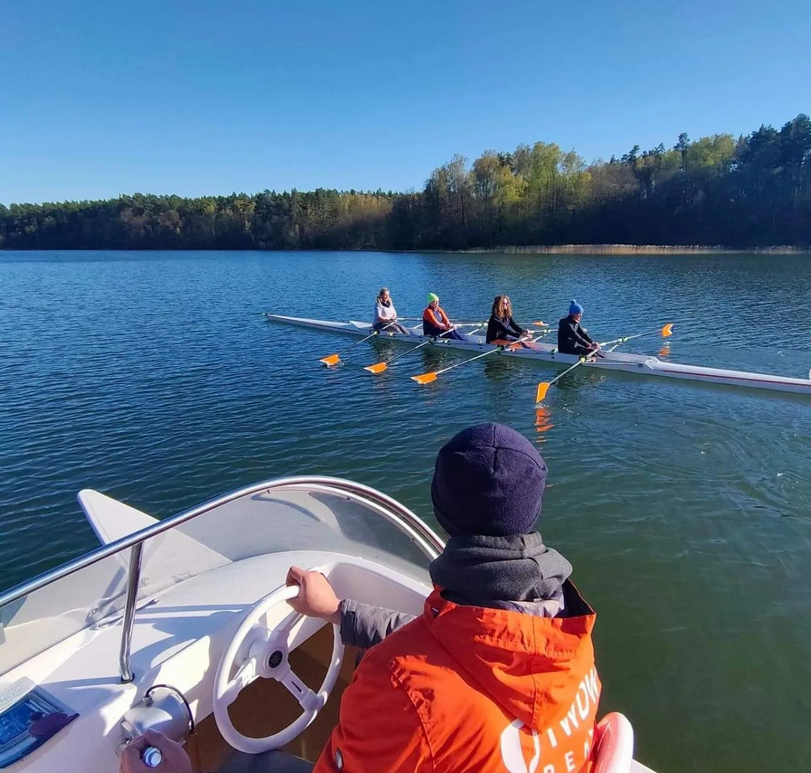
Amatorzy TWDW z trenerem na wodzie
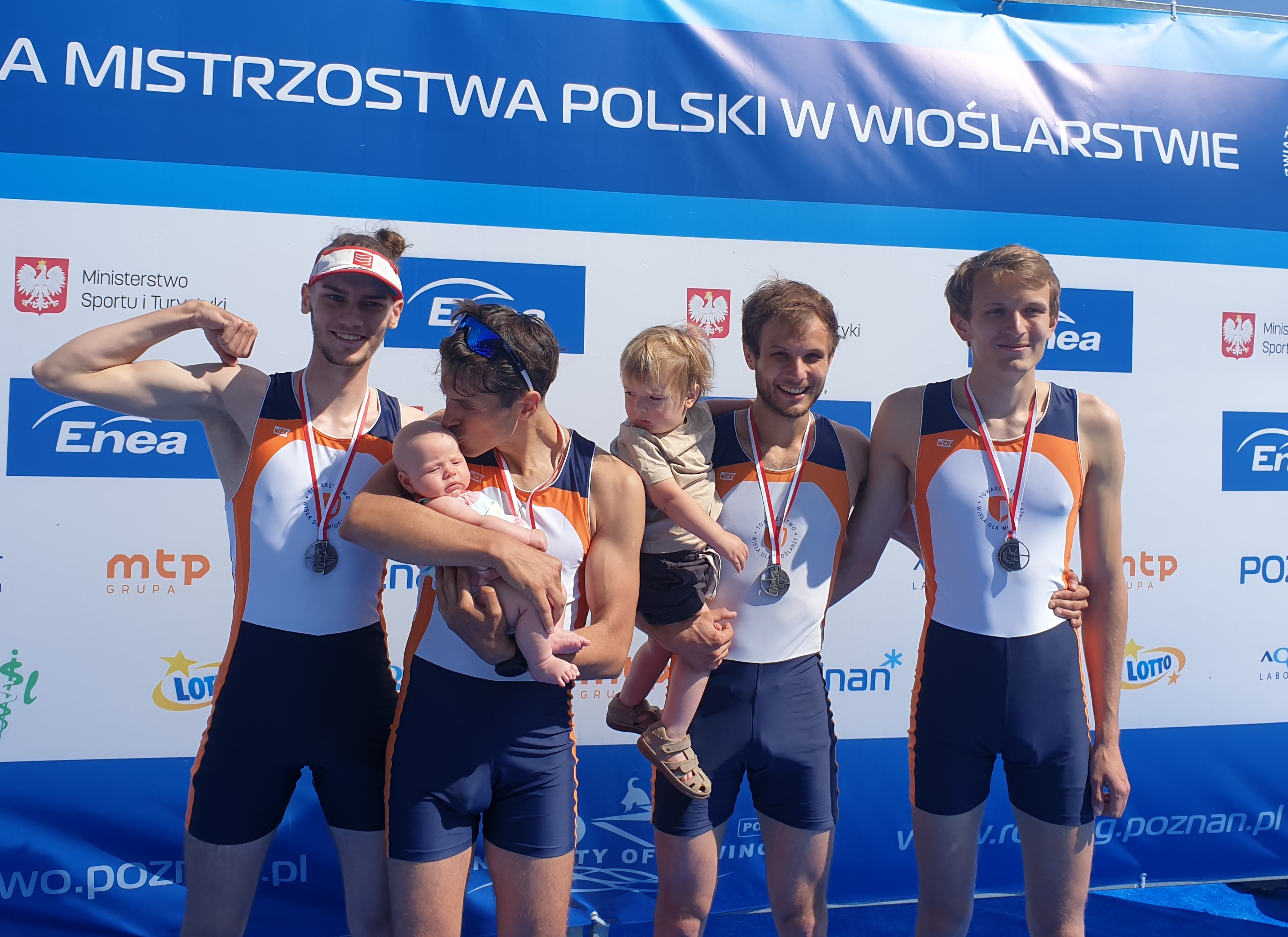
Czwórka TWDW - medaliści MP Seniorów 2022